# Pteronymia fumida
Pteronymia fumida är en fjärilsart som beskrevs av William Schaus 1913. Pteronymia fumida ingår i släktet Pteronymia och familjen praktfjärilar. Inga underarter finns listade.